# طیف‌سنجی چند فوتونی
طیف‌سنجی چند فوتونی به جذب همزمان دو یا چند فوتون برای گذار از تراز پایینی i به تراز بالایی f گویند. برای انجام این گذار مولکول از تراز مجازی k استفاده می‌کند. اگر مجموع انرژی‌های دو یا چند فوتون به اندازهٔ اختلاف انرژی دو تراز واقعی مولکول باشد مولکول با استفاده از این ترازهای مجازی گذار را انجام خواهد داد.
تئوری این عملکرد اولین بار در سال ۱۹۲۹ توسط گوپر-مایر گزارش شد اما درک‌های عملی باید منتظر توسعهٔ نوری پر شدت می‌ماند که توسط لیزر در سال‌های بعد فراهم شد
از جمله مزایای جذب دو فوتونی دسترسی به ترازهایی است که به وسیلهٔ جذب تک فوتونی قابل دسترسی نبودند. در جذب تک فوتونی تراز پایانی و تراز اولیهٔ شرکت کننده در گذار باید دارای پاریتهٔ مخالف باشند اما در دو فوتونی دو تراز شرکت کننده باید دارای پاریتهٔ یکسان باشند تا گذار انجام شود. دیگر مزیت آن وابسته بودن گذار به قطبش است که با انتخاب مناسب قطبش می‌توان تراز بالایی مد نظر را انتخاب نمود.
جذب دو فوتونی می‌تواند به صورت عاری از اثر دوپلر باشد که با انتخاب دو فوتون از دو پرتویی که در خلاف جهت هم در حرکتند امکان‌پذیر خواهد شد؛ و مزیت آن شرکت کردن تمام مولکول‌ها فارغ از سرعتشان در گذار است و این امر باعث دست یابی به سیگنالی بزرگ خواهد شد.
در جذب سه فوتونی مثل جذب تک فوتونی پاریتهٔ تراز بالایی و پایینی باید مخالف باشند و در مواردی کاربرد دارد که منبعی مناسب برای جذب تک فوتون در دسترس نباشد در این صورت از منبعی با طول موج ۳ برابر حالت تک فوتون گذار مطلوب را برای ما فراهم خواد ساخت همچنین در جذب ۳ فوتونی باید بقای مومنتوم و انرژی برآورده شود تا تمام انرژی منتقل شده به مولکول صرف برانگیختگی آن شود.
از کاربردهای طیف‌سنجی چند فوتونی می‌توان به اندازه‌گیری شیفت ایزوتوپی توسط لیزر رنگدانه‌ای و اندازه‌گیری دقیق نواقص کوانتومی و جابه جایی ترازها در حضور میدان خارجی و اندازه‌گیری دقیق طول عمر ترازهای بالایی از روی پهنای خط طبیعی و استفاده از جذب دو فوتونی برای کاربردهای مترولوژی به واسطهٔ گذارهای اتم هیدروژن اشاره کرد.